# 媒體素養
媒體素養（英語：Media Literacy）是指在各种环境中以适合自己的目的和需求的方式取用（access）、分析（analyze）、评估（evaluate）及制造（create）媒體信息的能力，又稱為「媒體識讀」、「媒介素养」。「媒體素養教育」或「媒體教育」有別於培養媒體從業人員的媒體專業教育，教育對象主體是全體公民。教育目標为使全民具備自主思辨能力與产生資訊的能力，从而以批判性角度去解讀各种媒體信息、假新聞。

## 目標
使人成为人為媒介消息的純熟創作者和新聞的生產者，促進人们对每种媒介的特长和局限的理解，並且拥有創造獨立媒體的能力,而不是仅限于对观点的理解与接收。媒體素養是一個庞大的概念。随着访问量对于媒介的重要性日益增加，人们通过接受媒体素养教育，很大程度上获得了辨别真伪的能力（特別是在商務和公共關係方面），並且能够辨别大眾傳播媒體中媒介消息的生产者看法的真伪。

## 國際
- 至少在20世纪30年代，英国已经开始发展媒体素养方面的教育。20世纪60年代，媒体素养研究领域出现了重大的范式转变，不再试图揭示流行文化的巨大危害，而是着眼于研究在流行文化的影响已成为既成事实的前提下，如何进行媒体素养的教育。20世纪70年代，英国（英格兰地区）向14-19岁的青少年开设电影与媒体研究课程，该课程快速发展，以至于每年有超过十万名学生（约占全体学生的5%）参与课程学习；1990年，英格兰的课标将有关媒体的教育纳入英语语言教育当中，并作出了一些限制要求。苏格兰地区于20世纪80年代开始制定媒体教育政策。
- 20世纪80年代，澳大利亚西部人罗宾·昆和巴里·迈克马汉为媒体素养教育撰写了一些启蒙教科书。在澳大利亚很多州，媒体是艺术学习领域的五大要素之一，被包含于各个发展阶段的基础知识与反馈内容中。一些州提供媒体素养课程作为高年级选修课。媒体教育得到了澳大利亚媒体教师协会的支持。随着澳大利亚新课标的出台，学校开始将媒体教育作为艺术课程的一部分，将媒体素养作为教育学生如何总结媒体主题，分析媒体内容和构建传播媒体的手段。
- 在1978年安大略媒体素养协会的成立使得媒体素养正式作为一个学科出现之前，媒体素养的传授指导往往是少数教师和研究者的专利。加拿大交流学者马歇尔·麦克卢汉（Marshall McLuhan）在20世纪五六十年代首倡媒体素养教育。加拿大是北美洲第一个在学校课程中要求媒体素养的国家，每个省都有强制性的媒体教育课程。
- 臺灣由富邦文教基金會在2002年接受教育部委託，企編《媒體素養教育政策白皮書》，並於同年由教育部公布。台灣公共電視兒童媒體素養教育節目《別小看我》在此之前就已開播。台湾学生于2017学年开始学习媒体素养课程，该课程旨于培养学生辨别评估宣传来源的可靠性，并提供新闻学培训。[1]
- 日本文部科學省於2001年在中小學與高中設立「綜合教育」科目，也納入了媒體素養教育。
- 香港自1997年教育改革時開始推動媒體素養教育，由非營利性的教育協會或基金會等民間组织擔任媒體教育的運動核心，负责發展教材、培訓教师以及遊說政府教育部門。而自2005年推行的英語新課程及2007年推行的中文新課程，亦納入了媒體素養教育。

## 參看
- 資訊素養
- 電腦素養
- 圖像素養
- 國際素養（global competence）

## 外部連結
- 澳洲：ATOM - Australian Teachers of Media （页面存档备份，存于）
- 美國：The Center for Media Literacy（页面存档备份，存于）
- 美國：Media Literacy Clearinghouse （页面存档备份，存于）
- 英國：MediaEd （页面存档备份，存于）
- 英國：Centre for the Study of Children, Youth and Media
- 英國：Ofcom UK
- 香港：香港媒體教育資源網
- 臺灣：媒體素養教育政策白皮書 （页面存档备份，存于）
- 臺灣：富邦文教基金會 （页面存档备份，存于）
- 臺灣：台灣媒體觀察教育基金會 （页面存档备份，存于）